# Łęgi Odrzańskie
Łęgi Odrzańskie (kod PLC020002) – specjalny obszar ochrony siedlisk sieci Natura 2000 pokryty lasami, łąkami i torfowiskami, ciągnący się wzdłuż Odry, położony na terenie województwa dolnośląskiego, niewielki fragment na północnym krańcu leży w województwie lubuskim. Powstał po połączeniu dwóch obszarów o tej samej nazwie i kodach: PLB020008 i PLH020018.

## Historia
Aż do 1753 roku cała dolina Odry była pokryta bagnami i moczarami. Istniały tam nieliczne wioski rybackie. W XVIII wieku zostało zlecone osuszenie tych terenów, dzięki czemu pozyskano 225 690 mórg nowej ziemi uprawnej, na których osiedlili się rolnicy z różnych części kraju. Pozostały tylko łęgi wzdłuż koryta Odry. Aż do 1945 roku Łęgi Odrzańskie należały do Prus, a potem Niemiec. W 1945 roku włączono je do Polski.

## Obszary Natura 2000
W obrębie Łęgów Odrzańskich utworzono dwa obszary sieci Natura 2000:
- „Łęgi Odrzańskie” PLH020018 – projektowany specjalny obszar ochrony siedlisk, aktualnie obszar mający znaczenie dla Wspólnoty, o powierzchni 20 223,04 ha[5]. Zatwierdzony w 2009 roku i w tym samym roku powiększony. Obejmuje fragment doliny Odry o długości 101 km rozciągający się od Brzegu Dolnego do Głogowa[6].
- „Łęgi Odrzańskie” PLB020008 – obszar specjalnej ochrony ptaków o powierzchni 17 999,42 ha ustanowiony w 2007 roku[7].

W listopadzie 2019 roku oba obszary połączono i dostosowano granice, a w lutym 2022 zmieniono granice obszaru specjalnej ochrony ptaków. Obszar obejmuje powierzchnię 21 350,49 ha

## Siedliska
Aktualny SDF obszaru wskazuje na występowanie 11 siedlisk, stanowiących 70% powierzchni, w tym 2 priorytetowych. Tworzy go kompleks nadrzecznych siedlisk, w tym lasy, łęgi i torfowiska. Na obszarze kompleksu są starorzecza, zarośla wierzbowe, olsy, łąki zalewowe i wilgotne oraz lasy łęgowe i grądowe.

## Fauna i flora
Na terenie obszaru są zwierzęta chronione: 2 gatunki płazów, 6 gatunków ssaków, 9 gatunków bezkręgowców i 5 gatunków ryb, a także 35 gatunków ptaków, w tym największe w Środkowej Europie populacje dzięcioła średniego i łabędzia krzykliwego.
Liczba gatunków chronionych na podstawie różnych konwencji:
- 43 gatunki wymienione w polskich Czerwonych Księgach roślin i zwierząt;
- 39 rzadkich gatunków zwierząt chronionych na mocy konwencji międzynarodowych;
- 34 gatunki roślin i zwierząt objętych w Polsce ochroną gatunkową;
- 19 innych, rzadkich gatunków roślin i zwierząt.
- 13 gatunków zwierząt znajdujących się w Załączniku II 92/43/EEC

### Ptaki
Obszar jest też ostoją ptasią o randze europejskiej (IBA PLB089). Występuje tu co najmniej 25 gatunków ptaków z Załącznika I Dyrektywy Rady 79/409/EWGW, w tym 7 gatunków osiągających liczebność kwalifikującą ostoję (dzięcioł średni, bielik, dzięcioł zielonosiwy, kania ruda i czarna, muchołówka białoszyja i łabędź krzykliwy), oraz 18 pozostałych: trzmielojad, zielonka, zimorodek, dzięcioł czarny, bąk, bączek, błotniak łąkowy, błotniak stawowy, bocian czarny, gąsiorek, jarzębatka, kropiatka, lelek, lerka, muchołówka mała, ortolan i żuraw. Łącznie na terenie ostoi występuje co najmniej 100 gatunków ptaków.

### Inne gatunki
Do gatunków, które występują na tym terenie, należą kotewka orzech wodny, salwinia pływająca, barczatka kataks i przeplatka maturna.

## Zagrożenia
Do zagrożeń należą:
- osuszenia terenów
- budowa tam
- rozwój wędkarstwa
- zanieczyszczanie wód
- wprowadzanie obcych gatunków ryb
- prywatyzacja części lasu